# La Seu d'Urgell
La Seu d'Urgell este o localitate din Spania, în comunitatea Catalonia, provincia Lleida. În 2006 avea o populație de 12.533 locuitori.